# Třída Havock
Třída Havock byla třída torpédoborců Britského královského námořnictva. Celkem byly postaveny dvě jednotky této třídy. Ve službě byly v letech 1894–1912. Prototypový HMS Havock byl první torpédoborec britského královského námořnictva. Třída Havock byla první ze sedmnácti podtříd raných britských torpédoborců od různých výrobců, které jsou souhrnně označovány jako třída A. Společně s torpédoborci tříd Daring a Ferret byly označovány jako „26-knotters“. Uspěly jako prototypy nového typu válečných lodí v britském námořnictvu, které primárně sloužily na obranu proti nepřátelským torpédovým člunů, ale díky vlastním torpédometům byly rovněž schopny provést torpédový útok. Derivátem této třídy byly argentinské torpédoborce třídy Corrientes.

## Stavba
Celkem bylo postaveny dvě jednotky této třídy. Jejich stavbu zajistila loděnice Yarrow & Company v Londýně. Do služby byly torpédoborce přijaty roku 1894.
Jednotky třídy Havock:
| Jméno      | Založení kýlu | Spuštěn           | Vstup do služby | Osud         |
| ---------- | ------------- | ----------------- | --------------- | ------------ |
| HMS Havock | červenec 1892 | 12. srpna 1893    | leden 1894      | vyřazen 1912 |
| HMS Hornet | červenec 1892 | 23. prosince 1893 | červenec 1894   | vyřazen 1909 |

## Konstrukce

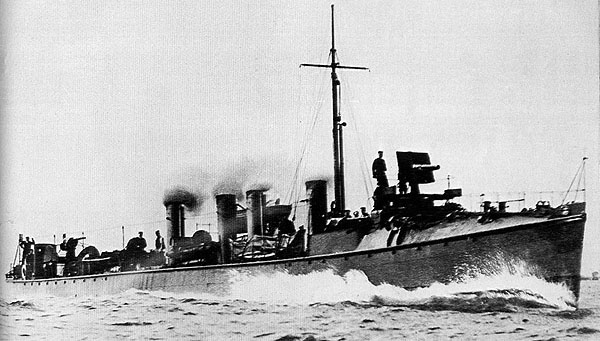
HMS Hornet

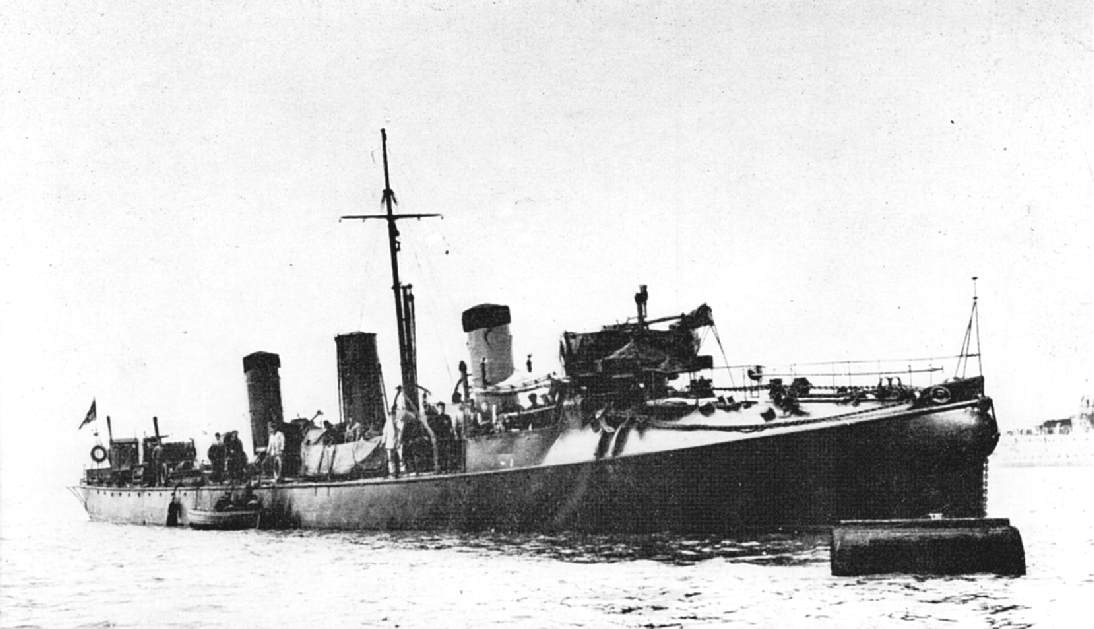
HMS Havock

Výzbroj představoval jeden 76mm kanón (12liberní), tři 57mm kanóny (6liberní), jeden pevný 457mm torpédomet v přídi a dále dva otočné jednohlavňové 457mm torpédomety. Nesena byla dvě náhradní torpéda. V případě potřeby mohly být palubní torpédomety nahrazeny dalšími dvěma 57mm kanóny. Pohonný systém torpédoborce Havock tvořily dva lokomotivní parní kotle a dva parní stroje s trojnásobnou expanzí o výkonu 3500 hp, roztáčející dva lodní šrouby. Spaliny odváděly dva komíny. Použití lokomotivních kotlů urychlilo stavbu plavidla. Sesterský torpédoborec Hornet měl osm kotlů Yarrow a dva parní stroje s trojnásobnou expanzí o výkonu 3700 hp. Spaliny odváděly čtyři komíny. Nejvyšší rychlost dosahovala 26 uzlů. Dosah byl 1195 námořních mil při rychlosti jedenáct uzlů.

## Modernizace
Roku 1900 byly kotle torpédoborce Havock vyměněny za tři kotle Yarrow. Roku 1905 byly z plavidel odstraněny torpédomety a trvale nahrazeny dvěma 57mm kanóny.